# Carolina Monroy del Mazo
Carolina Monroy del Mazo (Atlacomulco, Estado de México, 21 de agosto de 1962) es una política mexicana, miembro del Partido Revolucionario Institucional. Ha sido secretaria de Desarrollo Económico del Gobierno del Estado de México, presidente municipal de Metepec, Estado de México y diputada federal.

## Estudios y familia
Carolina Monroy del Mazo es abogada egresada de la Universidad del Valle de Toluca. Es sobrina de Alfredo del Mazo González, exgobernador del estado de México, Secretario de Energía, Minas e Industria Paraestatal y aspirante a la candidatura presidencial del PRI en 1988, y prima del expresidente Enrique Peña Nieto, también ex Gobernador del Estado de México. De 1986 a 2016 estuvo casada con Ernesto Javier Nemer Álvarez, con quien tuvo tres hijos.

## Vida pública
Ingresó al servicio público desde 1982 como Jefa de la Oficina de Análisis y Evaluación de la Dirección del Trabajo y de la Previsión Social; fue posteriormente catedrática de la Universidad del Valle de Toluca y funcionaria en distintos puestos de la Secretaría General de Gobierno y el Sistema para el Desarrollo Integral de la Familia del Estado de México.
De 2001 a 2005 en el gobierno de Arturo Montiel Rojas, se desempeñó como directora general del Instituto Mexiquense de la Cultura y en 2005 el gobernador Enrique Peña Nieto la designó directora general del Instituto de Seguridad Social del Estado de México y Municipios, en 2006 pasó a la titularidad del Sistema de Radio y Televisión Mexiquense y en 2009 el mismo Peña Nieto la designó como Secretaria de Desarrollo Económico del gobierno estatal. En 2011 pasó a la Secretaría de Acción y Gestión Social del comité estatal del PRI.
En 2012 fue postulada candidata del PRI y electa presidente municipal de Metepec, Estado de México, permaneciendo en el cargo hasta el 6 de enero de 2015 en que solicitó licencia para ser candidata a diputada federal; fue elegida diputada federal en representación del Distrito 27 del estado de México a la LXIII Legislatura que dará comienzo el 1 de septiembre de 2015.
El 6 de agosto del mismo año, Manlio Fabio Beltrones, candidato a la Presidencia del Comité Ejecutivo Nacional del PRI anunció que Carolina Monroy del Mazo sería su compañera de fórmula como candidata a Secretaria General Tras la renuncia de Beltrones a la presidencia del PRI asumió el cargo de manera temporal a la elección de Enrique Ochoa Reza ante las críticas sobre su relación familiar con el presidente de la República o pertenencia al así llamado Grupo Atlacomulco, ella  negó conocer la existencia de un grupo así, admitiendo que muchos de los nacidos en ese poblado se han dedicado al servicio público.
Como miembro de la Cámara de Diputados propuso la creación del Código de Ética que se aprobó con  318 votos en favor, 26 en contra y 35 abstenciones.
En marzo de 2020 se sumó al gabinete de Alejandro Murat Hinojosa como Jefa de la Oficina de la Gubernatura del Estado de Oaxaca. En agosto de 2022 declinó a ser candidata del Partido Revolucionario Institucional por la Gubernatura del Estado de México para las elecciones estatales de 2023.